# Obriminae
Die Obriminae sind die artenreichste Unterfamilie der in Südostasien beheimateten Gespenstschrecken-Familie der Heteropterygidae. Sie wird in zwei Tribus eingeteilt.

## Merkmale
Die Obriminae können mit knapp 3 cm bei Tisamenus hebardi und bis zu gut 13 cm Länge bei Trachyaretaon carmelae sehr unterschiedliche Größen erreichen. Die bei allen Heteropterygidaen vorhandenen sensorischen Felder sind bei den Obriminae paarig im vorderen Bereich des Prosternum zu finden. Bei adulten Weibchen ist das Abdomen verbreitert und durch die permanent und häufig in großer Zahl produzierten Eier deutlich erhöht. Ihr Abdomen endet in einem spitzen Legestachel, welcher den eigentlichen Ovipositor umgibt. Er wird ventral aus dem achten Sternit, auch Subgenitalplatte oder auch Operculum genannt, gebildet. Dorsal besteht er bei den Obrimini aus dem als Supraanalplatte oder Epiproct bezeichneten elften Tergum und bei den Hoplocloniini aus dem zehnten Tergum. Diese Besonderheit bedeutet laut Sarah Bank et al., dass sich der sekundäre Ovipositor innerhalb der Obriminae zweimal unabhängig voneinander entwickelt haben muss. Das Abdomen der kleineren Männchen ist im Querschnitt rundlich und in der Mitte am dünnsten. Außer bei Miroceramia westwoodii und in Rudimenten bei Pterobrimus depressus, den jeweils einzigen bekannten Vertretern ihrer Gattungen, finden sich bei den Obrimini keine Flügel.

Der Körper ist oft mit zahlreichen spitzen Stacheln, mehr oder minder stumpfen Dornen oder Tuberkeln besetzt, die vor allem auf der Oberseite von Kopf und Thorax zu finden sind. Deren Ausprägung kann sehr unterschiedlich sein und ihre Anordnung ist meist artspezifisch und wird teilweise zur Bestimmung und Abgrenzung der Arten genutzt. Diese als Acanthotaxie bezeichnete Methode wurde 1939 von James Abram Garfield Rehn und John W. H. Rehn für die Obriminae entwickelt.

## Verbreitungsgebiet

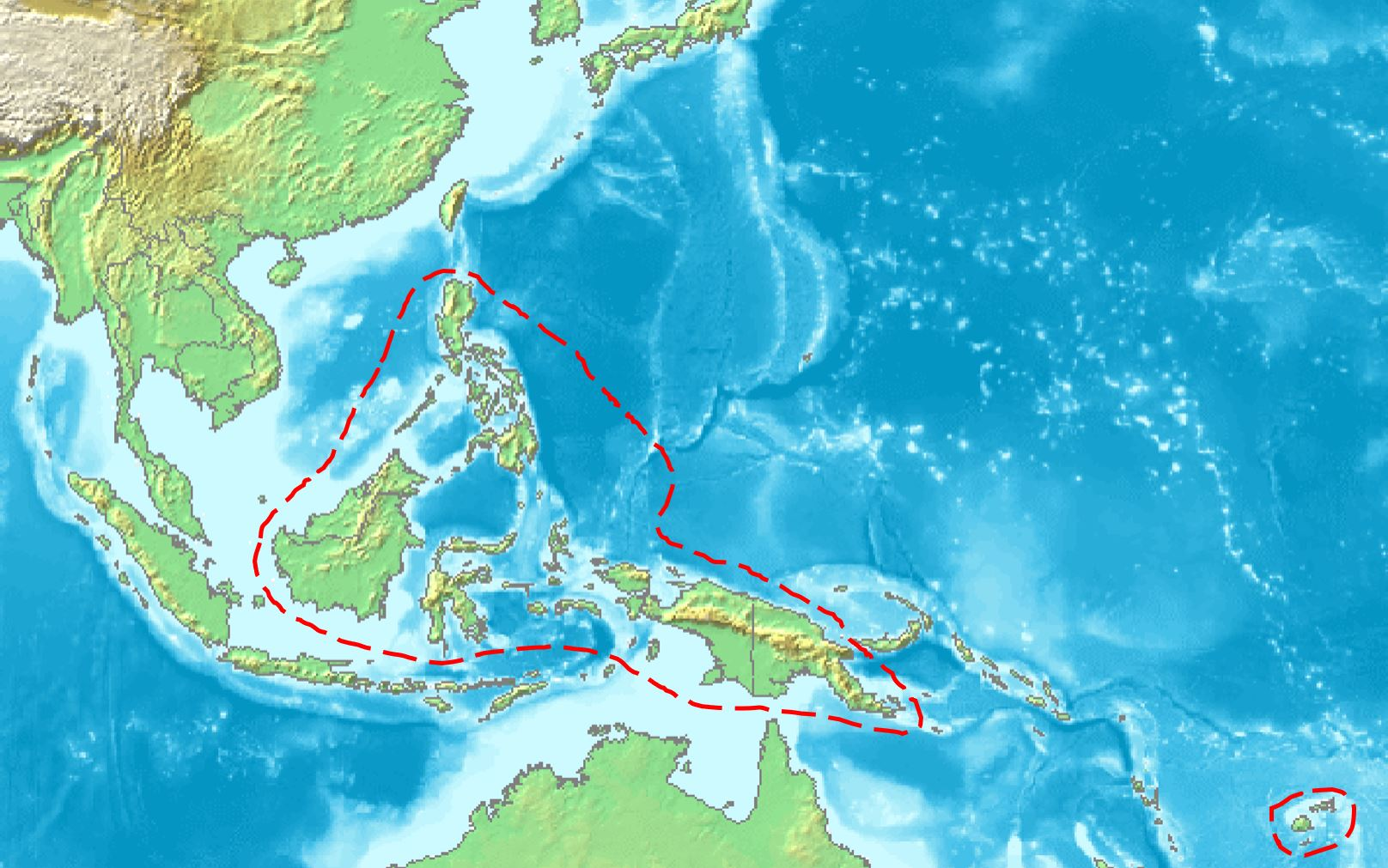
Verbreitungsgebiet der Obriminae nach Bank et al. (2021)

Das Verbreitungsgebiet der Obriminae umfasst Borneo, wo sowohl Hoplocloniini als auch Obrimini zu finden sind. Letztere sind in Richtung Osten auch auf den Philippinen, Sulawesi, den meisten Molukkeninseln, Neuguinea und Viti Levu verbreitet.

## Systematik
Die Tribus Obrimini wurde von Karl Brunner von Wattenwyl 1893 für die bereits beschriebenen Gattungen Obrimus, Hoploclonia, Tisamenus, Pylaemenes, Dares und Datames (heute Synonym zu Pylaemenes) errichtet (dort als Obrimi. abgekürzt). Lawrence Bruner erhob 1915 die Obrimini in den Rang einer Familie. Heinrich Hugo Karny benannte die Obrimini beziehungsweise die Obrimidae 1923 in Therameninae um. In der Einleitung seiner Arbeit begründete er die Umbenennungen damit, dass Brunner von Wattenwyl und Josef Redtenbacher bei der Benennung der von ihnen errichteten Unterfamilien – und als solche betrachtet er auch die von beiden beschriebenen Tribus – nicht immer die zuerst beschrieben Gattungen berücksichtigt hatten. Zumindest im Fall der Obriminae stimmt dies nicht, da sowohl die Gattung Obrimus als auch Theramenes 1875 von Carl Stål errichtet worden ist. Der Name Therameninae wurde 1929 von Klaus Günther wieder eingezogen und ist somit ein Synonym zu Obriminae. Im Jahr 1939 wurden die nun als Unterfamilie angesprochenen Obriminae von Rehn und Rehn in die Tribus Obrimini und Datamini aufgeteilt. Günther überführte beide Tribus 1953 in die Unterfamilie Heteropteryginae. Im Jahr 2004 erhob Oliver Zompro diese Unterfamilie in den Rang einer Familie und die enthaltenen Tribus in den Rang von Unterfamilien bzw. im Fall der Anisacanthini in den Rang einer eigenen Familie. Die neue Unterfamilie Obriminae unterteilte er in drei Tribus. Neben den Obrimini waren dies die Eubulidini und die Miroceramiini. Die beiden neue Tribus wurde 2016 von Frank H. Hennemann et al. bzw. 2021 von Sarah Bank et al. wieder mit den Obrimini synonymisiert. Auch die 2016 von Hennemann et al. errichtete Tribus Tisamenini wurde 2021 synonymisiert. Dafür wurde mit der Errichtung der Hoplocloniini der anatomischen Besonderheit des sekundären Legestachels der Gattung Hoploclonia Rechnung getragen. Diese Sonderstellung wurde auch durch genanalytische Untersuchungen bestätigt.

Die zwei Tribus sind hier bis zur Gattungsebene dargestellt:
- Obrimini Brunner von Wattenwyl, 1893
(Syn. = Eubulidini Zompro, 2004)
(Syn. = Miroceramiini Zompro, 2004)
(Syn. = Tisamenini Hennemann, Conle, Brock & Seow-Choen, 2016)
  - Aretaon Rehn, J. A. G. & Rehn, J. W. H., 1939
  - Armadolides Hennemann, 2023
  - Brasidas Rehn, J. A. G. & Rehn, J. W. H., 1939
(Syn. = Euobrimus Rehn, J. A. G. & Rehn, J. W. H., 1939)
  - Eubulides Stål, 1877
  - Heterocopus Redtenbacher, 1906
  - Mearnsiana Rehn, J. A. G. & Rehn, J. W. H., 1939
  - Miroceramia Günther, 1934
  - Obrimus Stål, 1875
  - Pterobrimus Redtenbacher, 1906
  - Stenobrimus Redtenbacher, 1906
  - Sungaya Zompro, 1996
  - Theramenes Stål, 1875
  - Tisamenus Stål, 1875
  - Trachyaretaon Rehn, J. A. G. & Rehn, J. W. H., 1939
- Hoplocloniini Bank et al., 2021
  - Hoploclonia Stål, 1875